# Bajung
Bajung (nepalski: बाजुङ) – gaun wikas samiti w zachodniej części Nepalu w strefie Dhawalagiri w dystrykcie Parbat. Według nepalskiego spisu powszechnego z 2001 roku liczył on 966 gospodarstw domowych i 4600 mieszkańców (2517 kobiet i 2083 mężczyzn).